# 畢比角
畢比角（英語：Bibby Point），是南極洲的海岬，位於詹姆斯羅斯島的布蘭迪灣東北端，由英國南極名稱諮詢委員會命名，現時由南極條約體系管理。